# Refugio de Vida Silvestre El Zarza
Das Refugio de Vida Silvestre El Zarza befindet sich im Südosten von Ecuador. Das 36,96 km² große Schutzgebiet wurde am 26. Juni 2006 mittels Acuerdo Interministerial N° 77 sowie dem Registro Oficial Nº 314 vom 17. Juli 2006 eingerichtet.

## Lage
Das Refugio de Vida Silvestre El Zarza befindet sich im Nordosten der Provinz Zamora Chinchipe. Das in Höhen von 1400 m bis 1680 m gelegene Schutzgebiet erstreckt sich über einen Teil der Cordillera del Cóndor unweit der peruanischen Grenze. Die Ortschaft El Zarza befindet sich nahe der südlichen Schutzgebietsgrenze.

## Ökologie
Das Schutzgebiet dient dem Schutz eines Nebelwalds sowie einer Páramo-Landschaft. Das Gebiet weist eine hohe Biodiversität auf. In den tieferen Lagen leben Klammeraffen, der Jaguar, der Flachlandtapir und der Puma, in den höheren Lagen der Brillenbär, Nachtaffen sowie die endemische Anden-Opossummaus.

## Infrastruktur
Das Schutzgebiet ist schwer zugänglich und besitzt keine touristische Infrastruktur. Der Zugang ist wissenschaftlichen Forschungsarbeiten vorbehalten und bedarf der Genehmigung durch das Umweltministerium.